# Eugeniusz Kuriata
Eugeniusz Kuriata (ur. 1948, zm. 13 stycznia 2019) – polski specjalista w zakresie automatyki i robotyki, dr hab. inż.

## Życiorys
W 1982 obronił pracę doktorską, w 1991 habilitował się na podstawie pracy zatytułowanej Badanie zasad i opracowanie kompleksowej ochrony systemów informacyjnych. Awansował na stanowisko profesora nadzwyczajnego w Wyższej Szkole Informatyki i Zarządzania „Copernicus” we Wrocławiu, w Instytucie Sterowania i Systemów Informatycznych na Wydziale Elektrotechniki, Informatyki i Telekomunikacji Uniwersytetu Zielonogórskiego, oraz w Zakładzie Informatyki na Wydziale Informatyki i Zarządzania Politechniki Wrocławskiej.